# Claude Brodin
Claude Brodin (Les Andelys, 30 de julio de 1934-Les Andelys, 17 de octubre de 2014) fue un deportista francés que compitió en esgrima, especialista en la modalidad de espada.
Participó en dos Juegos Olímpicos de Verano en los años 1960 y 1964, obteniendo una medalla de bronce en Tokio 1964 en la prueba por equipos. Ganó una medalla de bronce en el Campeonato Mundial de Esgrima de 1959.

## Palmarés internacional
| Juegos Olímpicos   | Juegos Olímpicos   | Juegos Olímpicos  | Juegos Olímpicos   |
| Año                | Lugar              | Medalla           | Prueba             |
| ------------------ | ------------------ | ----------------- | ------------------ |
| 1964               | Tokio (Japón)      | Medalla de bronce | Espada por equipos |
| Campeonato Mundial |                    |                   |                    |
| Año                | Lugar              | Medalla           | Prueba             |
| 1959               | Budapest (Hungría) | Medalla de bronce | Espada por equipos |